# Adolf Bernhard Marx
Adolf Bernhard Marx (ur. 15 maja 1795 w Halle, zm. 17 maja 1866 w Berlinie) – niemiecki kompozytor, teoretyk i pisarz muzyczny.

## Życiorys
Z wykształcenia był prawnikiem, przed krótki czas pracował w zawodzie w Naumburgu, nim zdecydował poświęcić się muzyce. Był uczniem Daniela Gottloba Türka w Halle oraz Carla Friedricha Zeltera w Berlinie, gdzie następnie osiadł na stałe. W 1824 roku założył i do 1830 roku prowadził czasopismo Berliner Allgemeine Musikalische Zeitung. W 1827 roku uzyskał stopień doktora na Uniwersytecie w Marburgu. W 1830 roku objął posadę wykładowcy muzyki na Uniwersytecie Berlińskim, od 1832 roku był także dyrektorem muzycznym tej uczelni. W 1850 roku wspólnie z Theodorem Kullakiem i Juliusem Sternem założył Berliner Musikhochschule, gdzie do 1856 roku wykładał muzykę. Przyjaźnił się z Felixem Mendelssohnem.

## Twórczość
Przeszedł do historii muzyki jako teoretyk, największe znaczenie posiadają jego prace teoretyczne poświęcone formom muzycznym. Jest autorem konstruktywistycznej teorii formy sonatowej z jej dualizmem tematycznym, przetworzeniem i repryzą. Jego koncepcja odegrała dużą rolę w muzykologii i zaciążyła na późniejszych poglądach, oddziałując do dziś. Jego konstruktywistyczną teorię próbował połączyć Hugo Riemann z koncepcją periodyczną. Kompozycje Marxa, w tym m.in. singspiel Jerry und Bately (1824) i oratorium Mojżesz (1841) nie zdobyły sobie jednak popularności i nie przetrwały próby czasu.

## Prace
(na podstawie materiałów źródłowych)
- Die Kunste des Gesangs, theoretische-praktisch (Berlin 1826)
- Über die Geltung Händelscher Sologesänge für unsere Zeit: Ein Nachtrag (Berlin 1828)
- Über Malerei in der Tonkunst: Ein Maigruss an die Kunstphilosophen (Berlin 1828)
- Die Lehre von der musikalischen Kompositon, praktisch-theoretisch (tom I Lipsk 1837, tom II Lipsk 1837, tom III Lipsk 1845, tom IV Lipsk 1847)
- Allgemeine Musiklehre (Lipsk 1839)
- Die alte Musiklehre im Streit mit unserer Zeit (Lipsk 1841)
- Die Musik des neunzehnten Jahrhunderts und ihre Pflege: Methode der Musik (Lipsk 1855)
- Ludwig van Beethoven: Leben und Schaffen (Berlin 1859)
- Vollständige Chorschule (Lipsk 1860)
- Gluck und die Opfer (Berlin 1863)
- Anleitung zum Vortrag Beethovenscher Klavierwerke (Berlin 1863)
- Erinnerungen: Aus meinem Leben (Berlin 1865)
- Das Ideal und die Gegenwart (Jena 1867)
- Musikalische Schriften uber Tondichter und Tonkunst (zbiór artykułów z Berliner Allgemeine Musikalische Zeitung pod red. L. Hirschberga, Hildburghausen 1912–1922)